# 開善道謙
開善道謙（かいぜん どうけん、生没年不詳）は、宋代に活動した臨済宗大慧派の禅僧である。またの称は密庵道謙、建州子。大慧下2世。

## 生涯
建寧府崇安県五夫里で誕生したとされる。生年不詳。俗姓は游氏。年若くして出家し、長霊守卓に参禅した後圜悟克勤に就いた。その没後、圜悟克勤の法嗣であった大慧宗杲の許で開悟し、開善寺の住持となる。後に大慧宗杲の語録編纂に携わった。朱熹と交友がありその思想に影響を与えたといわれる。また法嗣に呉十三道人がいた。